# البراكسة الشماليين (لبراكسة)
البراكسة الشماليين هي إحدى مشيخات المملكة المغربية، تتبع جغرافيا لإقليم خريبكة وإداريًا للبراكسة. يقدر عدد سكانها بـ 4,849 نسمة حسب الإحصاء الرسمي للسكان والسكنى لسنة 2004.